# A Single Life
A Single Life é um filme em curta-metragem animado holandês de 2014 dirigido por Marieke Blaauw, Joris Oprins e Job Roggeveen. A obra foi indicada ao Oscar de melhor curta-metragem de animação na edição de 2015.

## Elenco
- Pien Feith

## Prêmios e indicações
- Indicado: Oscar de melhor curta-metragem de animação (2015)